# 선수촌로 (인천)

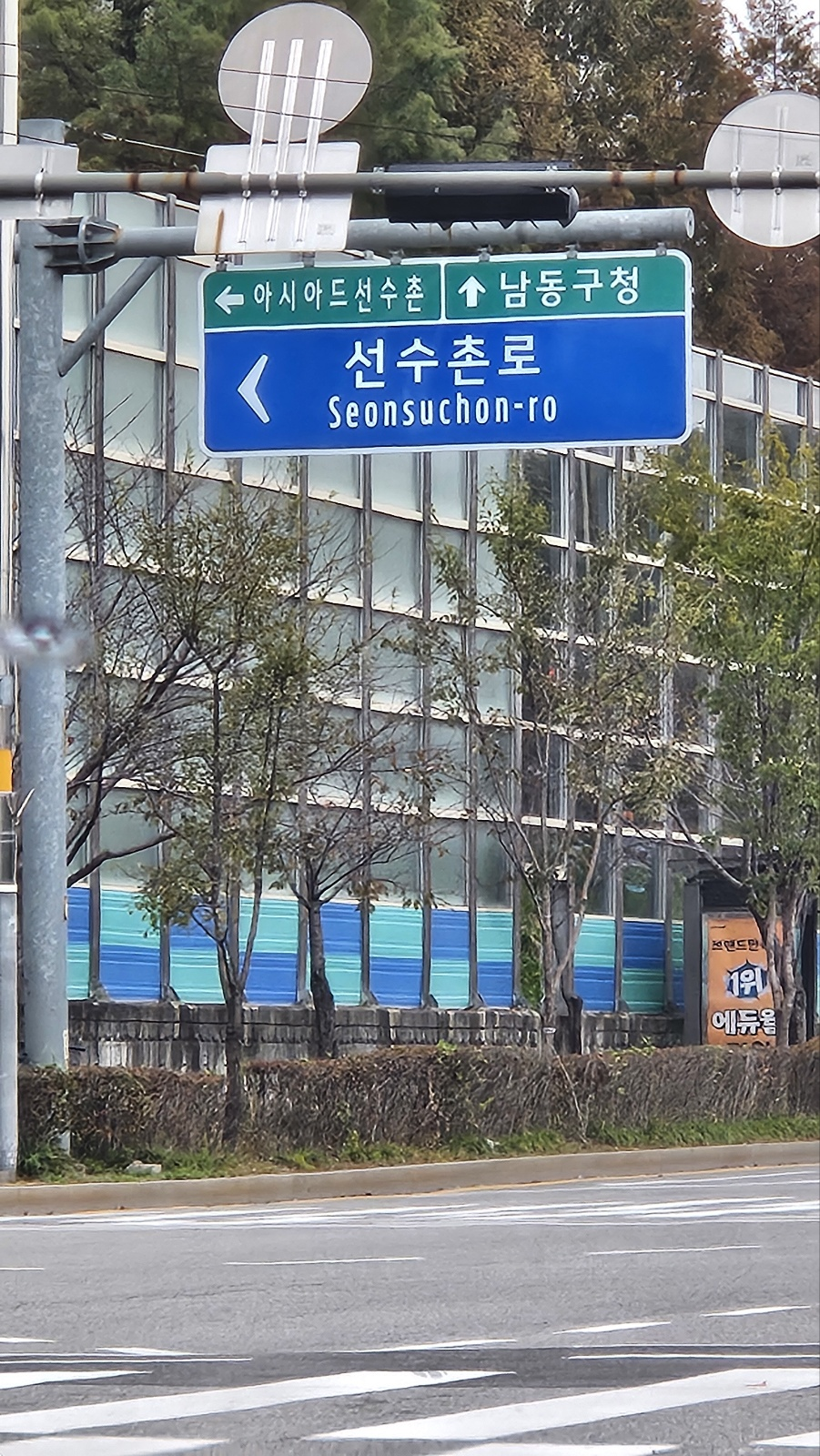
매소홀로방면에서 진입하는 도로에 있는 선수촌로 안내 표지판

선수촌로는 인천광역시 남동구에 있는 도로이다. 도로구간은 구월동 700-5에서 구월동 584-2까지이며 도로의 길이는 0.88km이다. 2014년 07월 25일 고시, 효력이 발생되었다.

## 요약
선수촌로는 인천아시아경기대회(인천아시안게임) 인천아시아드 선수촌을 인용하여 제명되었다. 길이는 길지 않지만 구월동에 있는 신규 단지와 학교가 배치된 도로이다. 선수촌로는 호구포로, 인하로, 매소홀로 3개의 도로가 교차된다.
인하로와 교차되는 인천만월초등학교 인근 사거리의 경우 상권지가 있다. 아시아드 선수촌 대단지 중앙길로 불린다.

## 주요건물
- 구월아시아드선수촌센트럴자이
- 구월아시아드선수촌5단지
- 구월아시아드선수촌6단지
- 구월아시아드선수촌7단지
- 구월아시아드선수촌8단지

## 주요시설
- 구월지구대
- 인천만월초등학교

## 사진

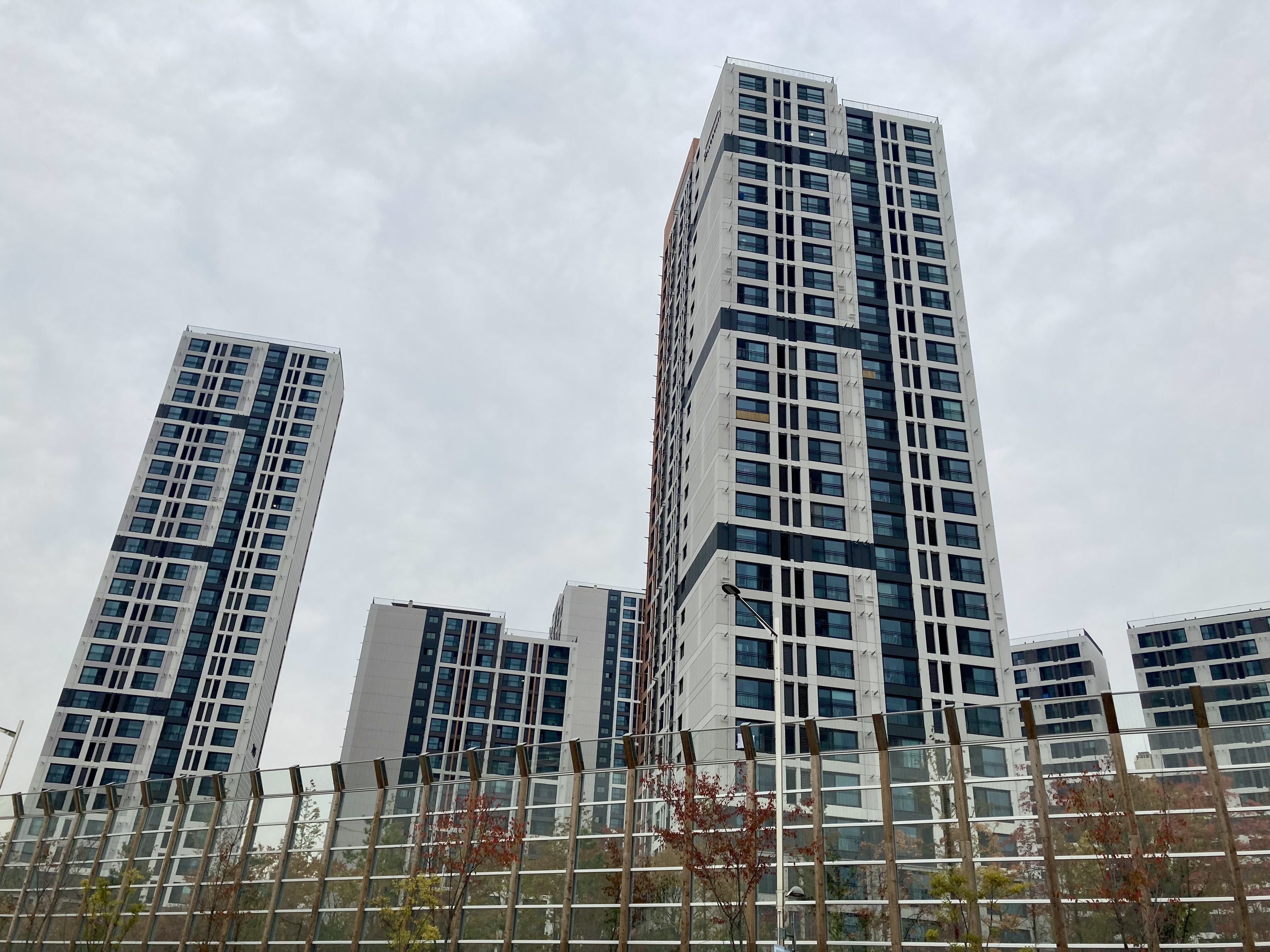
구월아시아드 단지
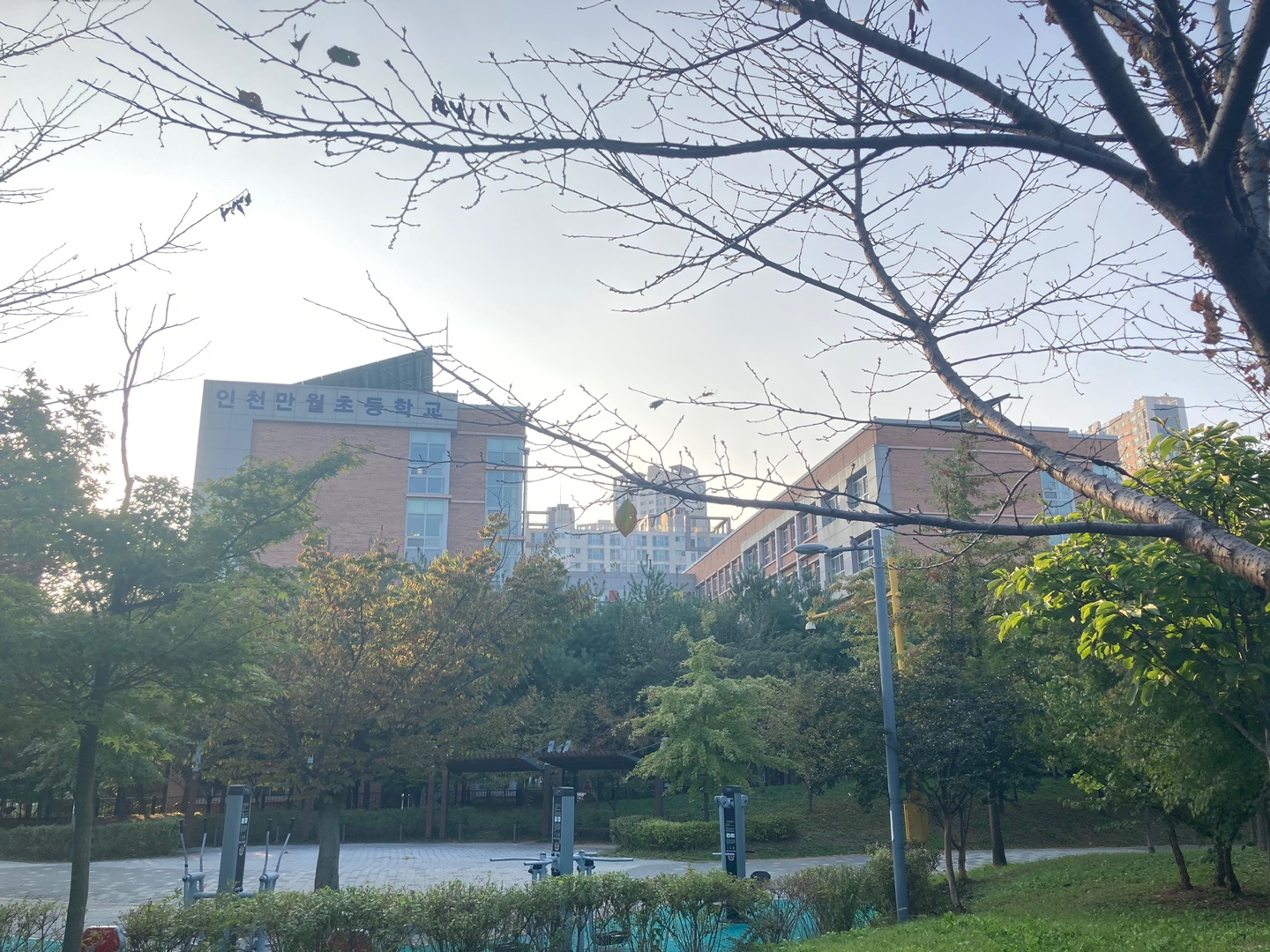
인천만월초등학교
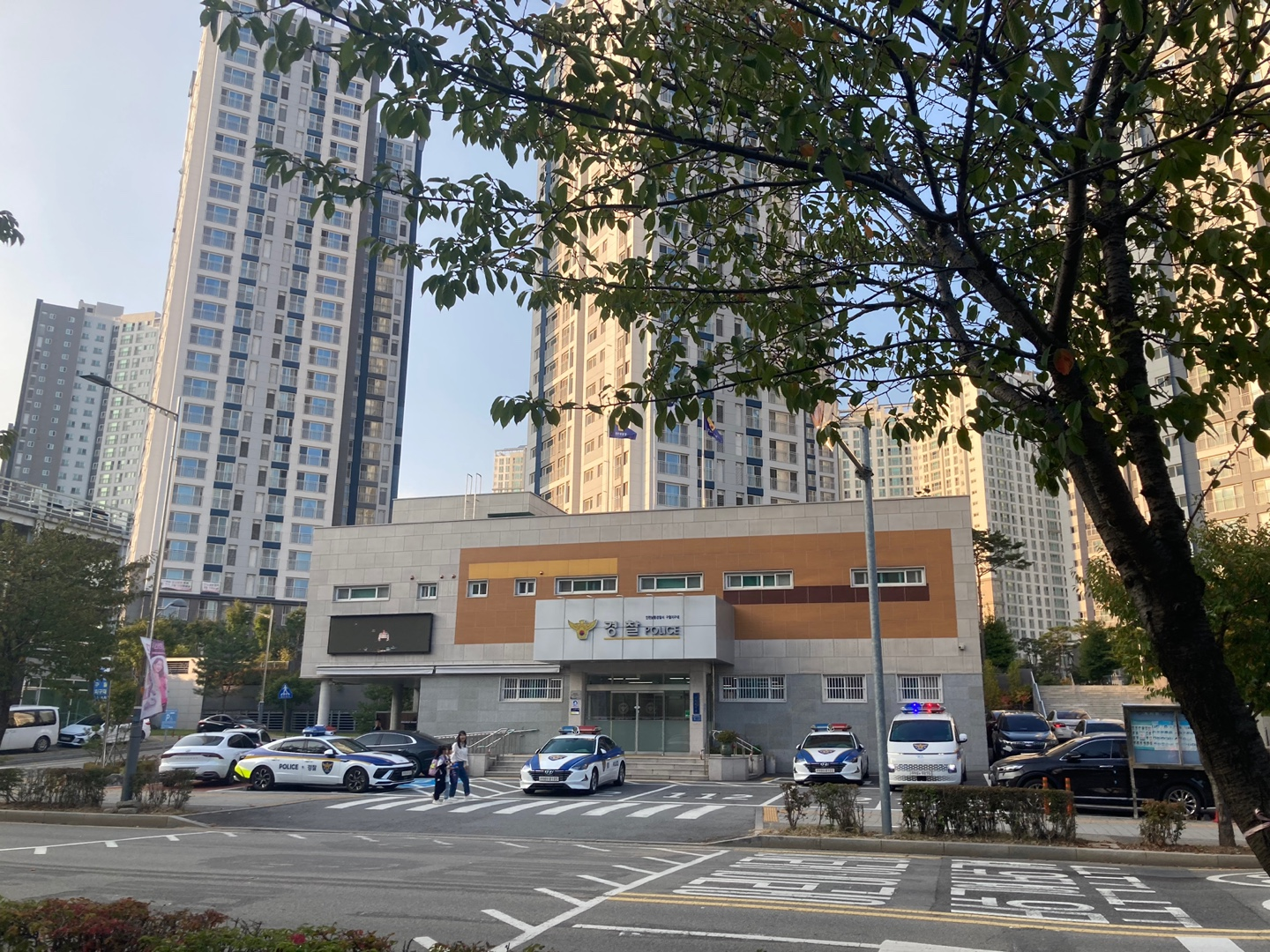
구월지구대
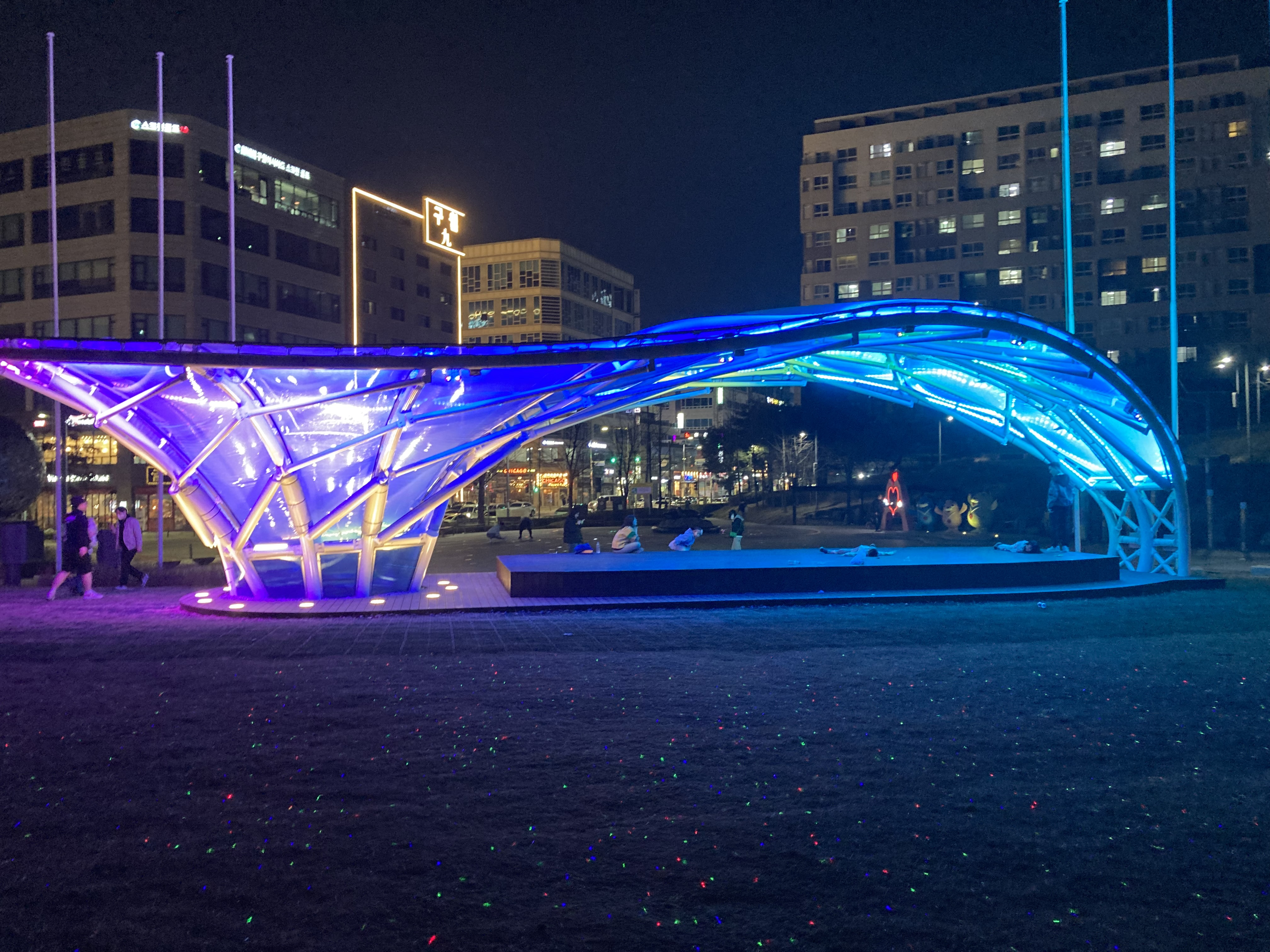
구월아시아드선수촌근린공원 환영의장

## 같이 보기
- 매소홀로
- 호구포로
- 인하로